# Lambretta Reparto Corse
Lambretta Reparto Corse è un team motociclistico che riporta in pista lo storico marchio Lambretta.
Partecipa per la prima volta ad una competizione motociclistica nel 2010 nella classe 125 del motomondiale grazie ad i finanziamenti della Harris, azienda inglese che ha rilevato il marchio, ed al supporto tecnico della Engines Engineering che nel 2008 e nel 2009 ha sviluppato il progetto della Loncin Racing.
Nel 2010, pertanto, compete nella categoria 125cc con due giovani piloti, l'italiano Marco Ravaioli e lo spagnolo Luis Salom, continuando lo sviluppo di quella che l'anno precedente era la Loncin 125.
Non ci sarà la partecipazione per il 2011 e la moto della Engines Engineering porterà i nuovi colori della Mahindra.

## Risultati nel motomondiale
| Anno                 | Pilota |    |     |     |     |     |    |     |    |    |     |    |    |     |     |    |     |     |   | Punti | Posizione costruttore | Punteggio costruttore |
| -------------------- | ------ | -- | --- | --- | --- | --- | -- | --- | -- | -- | --- | -- | -- | --- | --- | -- | --- | --- | - | ----- | --------------------- | --------------------- |
| 2010                 |        |    |     |     |     |     |    |     |    |    |     |    |    |     |     |    |     |     |   |       |                       |                       |
| Marco Ravaioli       | Rit    | 22 | Rit | Rit | Rit | Rit | 22 | Rit | NE | 21 | 16  | 23 | 18 | NP  | 18  | NQ | NQ  | Rit | 0 | 5º    | 1                     |                       |
| Luis Salom           | Rit    | 15 |     |     |     |     |    |     | NE |    |     |    |    |     |     |    |     |     | 1 | 5º    | 1                     |                       |
| Michael van der Mark |        |    | 22  | 22  | 22  | 21  | 20 | Rit | NE |    |     |    |    |     |     |    |     |     | 0 | 5º    | 1                     |                       |
| Isaac Viñales        |        |    |     |     |     |     |    |     | NE | 22 | Rit |    | NP |     |     |    |     |     | 0 | 5º    | 1                     |                       |
| Joan Perelló         |        |    |     |     |     |     |    |     | NE |    |     | 25 |    |     |     |    |     |     | 0 | 5º    | 1                     |                       |
| Danny Kent           |        |    |     |     |     |     |    |     | NE |    |     |    |    | Rit | Rit | 25 | Rit | Rit | 0 | 5º    | 1                     |                       |